# Jonathan Bouwer
Jonathan Bouwer, né le 2 août 2002,, est un coureur cycliste sud-africain. Il participe à des compétitions sur route et sur piste.

## Biographie
En 2018, Jonathan Bouwer remporte neuf titres aux championnats d'Afrique du Sud sur piste U17 (moins de 17 ans). Il bat également deux records nationaux dans sa catégorie. L'année suivante, il s'illustre en obtenant trois médailles d'or lors des championnats d'Afrique sur piste juniors (keirin, course à l'américaine et vitesse).
En 2022, il devient champion d'Afrique du Sud de vitesse chez les élites. Il s'impose par ailleurs sur une étape du Tour du Bénin.

## Palmarès sur route

### Par année
- 2022
  - 4e étape du Tour du Bénin

### Classements mondiaux
| Année                                 | 2022  |
| ------------------------------------- | ----- |
| Classement mondial                    | 1970e |
| UCI Africa Tour                       | 116e  |
|                                       |       |
| Légende : nc = non classéSource : UCI |       |

## Palmarès sur piste

### Championnats d'Afrique
- Pietermaritzburg 2019
  -  Champion d'Afrique de keirin juniors
  -  Champion d'Afrique de l'américaine juniors (avec Matthew Fortuin)
  -  Champion d'Afrique de vitesse juniors

### Championnats nationaux
- 2022
  -  Champion d'Afrique du Sud de vitesse
  - 3e du championnat d'Afrique du Sud de poursuite